# 2019–2020-as magyar futsalkupadöntő
A 2020-as magyar futsalkupadöntő volt a sorozat 13. döntője. A finálét a Haladás VSE és az MVFC Berettyóújfalu csapatai játszották. A találkozót 2020. február 23-án a Savária Arénában rendezték meg.

## Előzmények
A sorozat házigazdája a Savari Aréna volt. Először rendezték meg a kupadöntőt Szombathelyen. A következő négy csapat vett részt a Final fourban: a másodosztályú 5 Stars Érdi VSE, a Futsal Veszprém, a házigazda Haladás VSE és a címvédő MVFC Berettyóújfalu. Elsőként a Haladás VSE jutott a fináléba, miután legyőzte a Futsal Veszprém együttesét. Másodikként a címvédő MVFC Berettyóújfalu jutott a döntőbe, miután  a másodosztályú 5 Stars Érdi VSE-t kiejtette az elődöntőben.

## A mérkőzés

### Részletek
| 2020. február 23. 14:30 |

| Haladás VSE                                                                 | 4-2               | MVFC Berettyóújfalu |
| --------------------------------------------------------------------------- | ----------------- | ------------------- |
| Vas 2' Dávid 9' Horváth 12' Dróth 24' Cateno 27' Vas 40' Vidák 40' Sádi 40' | (2-2) Jegyzőkönyv | Gál 15' Yubero 19'  |

| Savaria Aréna, Szombathely Nézőszám: 2000 Játékvezető: Wittner József (magyar) |

| Haladás VSE | MVFC Berettyóújfalu |

| a 2019-2020-as Magyar futsalkupa győztese |
| ----------------------------------------- |
| Haladás VSE 2. cím                        |